# Finale du Championnat du monde des clubs de la FIFA 2000
 (avril 2023).
La finale du Championnat du monde des clubs 2000 est une rencontre sportive de football. C'est le 14e et dernier match du Championnat du monde des clubs 2000. La rencontre se joue au Stade Maracanã, à Rio de Janeiro, au Brésil, à 20 h 0 heure locale, le 14 janvier 2000, et voit s'affronter les deux équipes brésiliennes Vasco da Gama et le SC Corinthians. 
Timão s'impose aux tirs au but, après prolongation (0 - 0, t. a. b. 4 - 3). Le SC Corinthians gagne ainsi sa première Coupe du monde, et gagnera ensuite sa deuxième douze ans plus tard, donc en 2012.

## Phases de groupes

### Vasco da Gama
Vasco da Gama a été placé dans le groupe B.
|   | Équipe            | Pts | J | G | N | P | BP | BC | Diff |
| 1 | CR Vasco da Gama  | 9   | 3 | 3 | 0 | 0 | 7  | 2  | +5   |
| 2 | Club Necaxa       | 4   | 3 | 1 | 1 | 1 | 5  | 4  | +1   |
| 3 | Manchester United | 4   | 3 | 1 | 1 | 1 | 4  | 4  | 0    |
| 4 | South Melbourne   | 0   | 3 | 0 | 0 | 3 | 1  | 7  | -6   |

1re journée
| 6 janvier 2000  | Club de Regatas Vasco da Gama | 2 - 0   | South Melbourne Football Club                     | Stade Maracanã, Rio de Janeiro              |                                             |
| 20 h 45 (UTC-3) | Felipe 53e · Edmundo 86e      | (0 - 0) |                                                   | Spectateurs : ≈ 66 000 Arbitrage : Dick Jol | Spectateurs : ≈ 66 000 Arbitrage : Dick Jol |
| 20 h 45 (UTC-3) | Ramon 64e · Edmundo 86e       | Rapport | 29e Orlic · 40e Lozanovski · 50e Steve Panopoulos | Spectateurs : ≈ 66 000 Arbitrage : Dick Jol | Spectateurs : ≈ 66 000 Arbitrage : Dick Jol |

2e journée
| 8 janvier 2000  | Manchester United Football Club | 1 - 3   | Club de Regatas Vasco da Gama               | Stade Maracanã, Rio de Janeiro                  |                                                 |
| 18 h 15 (UTC-3) | Butt 81e                        | (0 - 3) | 24e Romário · 26e Romário · 43e Edmundo     | Spectateurs : ≈ 73 000 Arbitrage : Falla N'Doye | Spectateurs : ≈ 73 000 Arbitrage : Falla N'Doye |
| 18 h 15 (UTC-3) | Sheringham 51e                  | Rapport | 59e Jorginho · 61e Júnior Baiano · 81e Nasa | Spectateurs : ≈ 73 000 Arbitrage : Falla N'Doye | Spectateurs : ≈ 73 000 Arbitrage : Falla N'Doye |

3e journée
| 10 janvier 2000 | Club Necaxa                     | 1 - 2   | Club de Regatas Vasco da Gama | Stade Maracanã, Rio de Janeiro                |                                               |
| 21 h 15 (UTC-3) | Aguinaga 5e                     | (1 - 1) | 14e Odvan · 69e Romário       | Spectateurs : ≈ 45 000 Arbitrage : Óscar Ruiz | Spectateurs : ≈ 45 000 Arbitrage : Óscar Ruiz |
| 21 h 15 (UTC-3) | Higareda 21e · Markus López 65e | Rapport | 75e Amaral                    | Spectateurs : ≈ 45 000 Arbitrage : Óscar Ruiz | Spectateurs : ≈ 45 000 Arbitrage : Óscar Ruiz |

### SC Corinthians
SC Corinthians a été placé dans le groupe A.
|   | Équipe         | Pts | J | G | N | P | BP | BC | Diff |
| 1 | SC Corinthians | 7   | 3 | 2 | 1 | 0 | 6  | 2  | +4   |
| 2 | Real Madrid    | 7   | 3 | 2 | 1 | 0 | 8  | 5  | +3   |
| 3 | Al-Nassr FC    | 3   | 3 | 1 | 0 | 2 | 5  | 8  | -3   |
| 4 | Raja CA        | 0   | 3 | 0 | 0 | 3 | 5  | 9  | -4   |

1re journée
| 5 janvier 2000  | Sport Club Corinthians Paulista | 2 - 0   | Raja Club Athletic                           | Morumbi, São Paulo                                 |                                                    |
| 21 h 15 (UTC-3) | Luizão 50e · Fábio Luciano 64e  | (0 - 0) |                                              | Spectateurs : ≈ 23 000 Arbitrage : Stefano Braschi | Spectateurs : ≈ 23 000 Arbitrage : Stefano Braschi |
| 21 h 15 (UTC-3) |                                 | Rapport | 13e Jrindou · 65e Chadli · 65e Hicham Misbah | Spectateurs : ≈ 23 000 Arbitrage : Stefano Braschi | Spectateurs : ≈ 23 000 Arbitrage : Stefano Braschi |

2e journée
| 7 janvier 2000  | Real Madrid Club de Fútbol                                 | 2 - 2   | Sport Club Corinthians Paulista             | Morumbi, São Paulo                                |                                                   |
| 18 h 45 (UTC-3) | Anelka 19e · Anelka 71e                                    | (1 - 1) | 28e Edílson · 64e Edílson                   | Spectateurs : ≈ 55 000 Arbitrage : William Mattus | Spectateurs : ≈ 55 000 Arbitrage : William Mattus |
| 18 h 45 (UTC-3) | Salgado 20e · Guti 45e · Karembeu 65e · Roberto Carlos 84e | Rapport | 30e Fábio Luciano · 42e Rincón · 89e Kléber | Spectateurs : ≈ 55 000 Arbitrage : William Mattus | Spectateurs : ≈ 55 000 Arbitrage : William Mattus |

3e journée
| 10 janvier 2000 | Al-Nassr Football Club            | 0 - 2   | Sport Club Corinthians Paulista                    | Morumbi, São Paulo                          |                                             |
| 21 h 15 (UTC-3) |                                   | (0 - 1) | 24e Ricardinho · 81e Rincón                        | Spectateurs : ≈ 31 000 Arbitrage : Dick Jol | Spectateurs : ≈ 31 000 Arbitrage : Dick Jol |
| 21 h 15 (UTC-3) | Harthi 1e · Ibrahim Al-Shokia 84e | Rapport | 30e Carioca · 59e Luizão · 66e, 67e Daniel Martins | Spectateurs : ≈ 31 000 Arbitrage : Dick Jol | Spectateurs : ≈ 31 000 Arbitrage : Dick Jol |

## Match
| Vendredi 14 janvier 2000 | Club de Regatas Vasco da Gama                        | 0 - 0 a. p.           | Sport Club Corinthians Paulista          | Maracanã, Rio de Janeiro                    |                                             |
| 20 h 0 (UTC-3)           |                                                      | (0 - 0, 0 - 0, 0 - 0) |                                          | Spectateurs : ≈ 73 000 Arbitrage : Dick Jol | Spectateurs : ≈ 73 000 Arbitrage : Dick Jol |
| 20 h 0 (UTC-3)           | Rapport                                              |                       |                                          | Spectateurs : ≈ 73 000 Arbitrage : Dick Jol | Spectateurs : ≈ 73 000 Arbitrage : Dick Jol |
| 20 h 0 (UTC-3)           | Romário · Alex Oliveira · Gilberto · Viola · Edmundo | Tirs au but 3 - 4     | Rincón · Baiano · Luizão · Edu · Carioca | Spectateurs : ≈ 73 000 Arbitrage : Dick Jol | Spectateurs : ≈ 73 000 Arbitrage : Dick Jol |

| Vasco da Gama | SC Corinthians |

| Titulaires :    |    |               |     |      |
|                 |    |               |     |      |
| Gardien de but  | 12 | Helton        |     |      |
| RB              | 15 | Paul Miranda  | 54e |      |
| CB              | 03 | Odvan         |     |      |
| CB              | 04 | Mauro Galvão  |     |      |
| LB              | 13 | Gilberto      |     |      |
| DM              | 05 | Amaral        | 33e |      |
| RM              | 08 | Juninho       |     | 96e  |
| LM              | 06 | Felipe        |     | 102e |
| AM              | 09 | Ramon         | 16e | 111e |
| CF              | 10 | Edmundo       | 98e |      |
| CF              | 11 | Romário       |     |      |
| Remplaçants :   |    |               |     |      |
| FW              | 19 | Viola         |     | 96e  |
| MF              | 23 | Alex Oliveira |     | 102e |
| FW              | 07 | Donizete      |     | 111e |
| Sélectionneur : |    |               |     |      |
| Antônio Lopes   |    |               |     |      |

| Titulaires :        |    |                 |     |      |
|                     |    |                 |     |      |
| Gardien de but      | 01 | Dida            |     |      |
| RB                  | 02 | Índio           | 97e |      |
| CB                  | 03 | Adílson Batista | 75e |      |
| CB                  | 16 | Fábio Luciano   |     |      |
| LB                  | 06 | Kléber          |     |      |
| CM                  | 05 | Vampeta         |     | 91e  |
| CM                  | 08 | Freddy Rincón   | 43e |      |
| RW                  | 07 | Carioca         |     |      |
| LW                  | 11 | Ricardinho      |     | 45e  |
| SS                  | 10 | Edílson         |     | 113e |
| CF                  | 09 | Luizão          | 13e |      |
| Remplaçants :       |    |                 |     |      |
| MF                  | 20 | Edu             |     | 45e  |
| MF                  | 23 | Gilmar Fubá     |     | 91e  |
| FW                  | 17 | Fernando Baiano |     | 113e |
| Sélectionneur :     |    |                 |     |      |
| Oswaldo de Oliveira |    |                 |     |      |

| Assistants : Jens Larsen Fernando Cresci Quatrième arbitre : William Mattus |